# Veturia

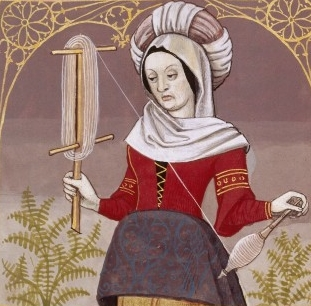
Veturia (Illustration zu De mulieribus claris des Giovanni Boccaccio, 15./16. Jhdt.)

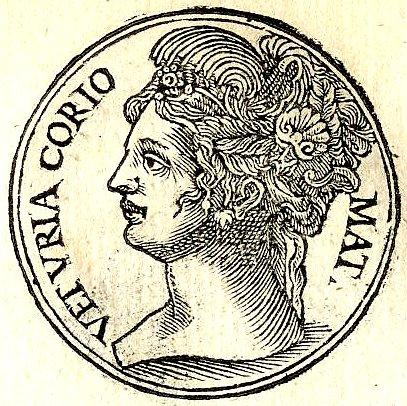
Veturia (Promptuarii Iconum Insigniorum, 1553)

Veturia ist die Mutter der römischen Sagengestalt Gnaeus Marcius Coriolanus, der aus Rom verbannt wurde und daraufhin zu den Volskern überlief. Er begann einen Krieg gegen seine eigene Heimatstadt, den er erst auf Bitten seiner Mutter Veturia abbrach. Er führte das volskische Heer wieder in dessen Heimat, wurde dort aber als Verräter erschlagen. Die Sage spielt zu Beginn des 5. Jahrhunderts v. Chr. 
Veturia erscheint auch in der Reihe der Neun Guten Heldinnen als eine Vertreterin des Heidentums.